# 斯坦顿街犹太会堂
斯坦顿街犹太会堂（Stanton Street Shul）是一座古老的犹太会堂，位于曼哈顿的下东城斯坦顿街180号，由来自加利西亚东南部Brzezan（今属乌克兰）的犹太移民兴建于1913年。它是少数幸存的住宅犹太会堂之一。该犹太会堂在2000年几乎被关闭。2002年列入国家史迹名录，目前正在修复。